# Бу Юганссон
Бу Юганссон (швед. Bo Johansson) (27 листопада 1942, Кальмар, Швеція) — колишній шведський футболіст і діючий футбольний тренер. З 1996 по 2000 роки тренував збірну Данії з футболу, яку довів до чвертьфіналу Чемпіонату світу 1998 року.
Протягом 14 років Юганссон грав за шведські клуби «Кальмар ФФ» і «Ліндсдальс», але як гравець гучної слави не здобув. 1977 року завершив кар'єру гравця й був призначений тренером свого колишнього клубу «Кальмар», а через два роки почав тренувати його постійного принципового суперника в чемпіонаті Швеції — клуб «Естерс» з Векше. В «Естерс» він залишався три роки, протягом яких клуб двічі (1980 і 1981) ставав чемпіоном Швеції. Потім Юганссон тренував норвезький клуб «Єрв» і грецький «Паніоніос», після чого почав кар’єру на рівні національних збірних, очоливши збірну Ісландії. Лише через 13 років після свого успіху з «Естерс» він здобув свій наступний титул: данський клуб «Сількеборг», який він очолив, 1994 року став чемпіоном Данії.
1996 року його було призначено головним тренером збірної Данії після відставки Ріхарда Меллера-Нільсена, під чиїм керівництвом збірна виграла чемпіонаті Європи 1992, але після цього показувала дуже скромні результати. Бу Юганссон запропонував команді більш атакувальний стиль гри, зумів відродити команду й вивести її до фінальної частини чемпіонату світу 1998 у Франції, який став одним з найгучніших успіхів данців на міжнародній арені. Незважаючи на програш на груповому етапі, господарям і майбутнім переможцям турніру — збірній Франції, данці вийшли з групи до ⅛ фіналу, де продемонстрували видовищний і результативний футбол; вони перемогли збірну Нігерії з рахунком 4:1, але в чвертьфіналі поступилися 2:3 майбутнім срібним медалістам турніру — збірній Бразилії.
Згодом данська збірна не зуміла зберегти форму й високий рівень гри, і двома роками пізніше на чемпіонаті Європи 2000 в Бельгії і Нідерландах виступила невдало, програвши всі групові матчі і не потрапивши до плей-оф. Під час турніру Юганссон оголосив про свій намір не продовжувати свій контракт зі збірною Данії по закінченні чемпіонату. Всього з данською збірною Юганссон провів 40 матчів, у яких було 17 виграшів, 9 нічиїх і 14 поразок.
Протягом трьох наступних років Юганссон не займався тренувальною діяльністю, а 2003 року очолив шведський клуб «Гетеборг».